# Économie des Comores
L’indice de développement humain place l'union des Comores à la 156e place sur 191 pays en 2021. Le revenu par habitant est estimé à 465 dollars en 2005. Il est légèrement inférieur à la moyenne pour l’Afrique subsaharienne (510 dollars). En 2005, 60 % de la population vit dans la pauvreté.
La plus grande partie de la population est rurale et vit de la culture vivrière ou de la pêche. Il n’existe pas d’autres secteurs porteurs aux Comores, la pêche et l’agriculture demeurant des activités de subsistance et le secteur touristique étant encore embryonnaire. Les îles exportent néanmoins de la vanille, de l'ylang-ylang et du girofle. Le pays n'est pas autosuffisant pour son alimentation.
Les ruptures de stock de produits pétroliers, mais aussi d'autres biens tels que les denrées alimentaires sont récurrents. Ils sont dus, par exemple, au manque de fonds du gouvernement pour les carburants, de carburant pour les compagnies d'eau et d'électricité, de fonds et de prévoyance pour les importateurs privés.
La situation économique rend la vie quotidienne difficile aux habitants. La diaspora comorienne, très solidaire, subvient d'une façon importante à la survie de la population en envoyant de l'argent au pays.
Les îles bénéficient d'une grande autonomie financière et d'une liberté économique importante au sein de l'Union. Pour plus d'information voir :
- Économie de Grande Comore
- Économie d'Anjouan
- Économie de Mohéli

## Le contexte historique
L'économie des Comores trouve ses racines dans les Cités-États établies sous la poussée de l'Islam dès le Xe siècle. Les îles commercent avec les pays du continent africain, et avec les Indes. Leur emplacement géographique isolé les rende moins exposées aux vagues arabo-persanes qui s'abattent sur les Cités-États du continent. L'organisation politico-économique pré-coloniale se caractérise alors par les traditions aristocratiques arabes du pays.
L'économie des îles de l'archipel des Comores était prospère avant la colonisation, c'était une économie rurale et de transport où l'esclavage était largement utilisé. Les îles étaient, il est vrai, très peu peuplées. La situation économique et sociale allait se dégrader à la suite des razzias malgaches puis de la colonisation. Une société coloniale, la société Comores Bambao va dominer l'économie et la politique locale durant toute son existence. Ce sera un des facteurs qui poussera les habitants des îles vers l'indépendance.
Déjà en 1960, les Comores n'était pas alimentairement autosuffisant, les biens alimentaires représentait 30 à 35 % des importations en 1963.
|                       | 1970 | 1971 | 1972 | 1973 | 1974 | 1975 |
| --------------------- | ---- | ---- | ---- | ---- | ---- | ---- |
| Budget du Territoire  | 1640 | 1745 | 2007 | 2381 | 3461 | 3077 |
| Budget métropolitains | 1506 | 1758 | 2477 | 3336 | 4085 | 4385 |
| Total des dépenses    | 2966 | 3503 | 4484 | 5717 | 7519 | 7462 |

L'héritage colonial, l’instabilité chronique des institutions, une certaine négligence des autorités locales et l'aide, pour le moins maladroite, de l'ancienne puissance coloniale, la France, n'ont pas permis, une fois le pays indépendant, de créer les conditions d’un décollage économique. Les Comores connaissent un fort taux de croissance, 6 % en moyenne, pendant dix ans, soutenue par un programme audacieux d'investissements en infrastructures de base. La situation économique des comoriens se dégrade après le 1er janvier 1994, lorsque le franc comorien subit une dévaluation de 33 % (1 FF = 75 FC). Après le milieu des années 1980, la république s'enfoncent dans une grave crise, à la fois économique et politique. La baisse du prix des matières premières aggrave la situation et le pays s'endette fortement. Le PIB réel n'a plus progressé que de l'ordre de 1,2 % par an de 1986 à 1992. Le revenu réel par habitant tombe à environ 520 US$ en 1994, ce qui correspond à une baisse d'environ 2 % par an. Par ailleurs la population croît fortement. La période suivante est marquée par les blocus et l'arrêt de l'aide internationale et la crise indépendantiste. Depuis la création de l'Union, la situation s'améliore. Le taux de croissance est en 2006 à près de 3 %.
L'union des Comores fait partie des rares pays dont le revenu national par habitant reste inférieur à celui des années précédant la crise de 1929.

## Les secteurs d'activités
| Structure du PIB (1929–1999) Source : Commissariat Général au Plan | Structure du PIB (1929–1999) Source : Commissariat Général au Plan | Structure du PIB (1929–1999) Source : Commissariat Général au Plan | Structure du PIB (1929–1999) Source : Commissariat Général au Plan | Structure du PIB (1929–1999) Source : Commissariat Général au Plan |
| Secteurs                                                           | 1929                                                               | 1979                                                               | 1989                                                               | 1999                                                               |
| ------------------------------------------------------------------ | ------------------------------------------------------------------ | ------------------------------------------------------------------ | ------------------------------------------------------------------ | ------------------------------------------------------------------ |
| Primaire (Agriculture/élevage/ pêche)                              | 50 %                                                               | 41 %                                                               | 40 %                                                               | 41 %                                                               |
| Secondaire (industrie/bâtiment/électricité)                        | 17 %                                                               | 14 %                                                               | 10 %                                                               | 11 %                                                               |
| Tertiaire (commerce/services/administration)                       | 33 %                                                               | 45 %                                                               | 50 %                                                               | 48 %                                                               |
| PIB – courant en millions de francs comoriens (FC)                 | 7 200                                                              | 21 400                                                             | 23 400                                                             | 82 500                                                             |
| PIB – constant                                                     | 39 400                                                             | 44 100                                                             | 24 800                                                             | 72 200                                                             |
| Population                                                         | 229 800                                                            | 324 400                                                            | 424 100                                                            | 539 000                                                            |
| PIB par hab – prix courants                                        | 22 200                                                             | 25 900                                                             | 149 500                                                            | 120 400                                                            |
| PIB par hab –prix constants 1990                                   | 142 000                                                            | 135 900                                                            | 152 900                                                            | 134 000                                                            |

### Secteur primaire

#### L'agriculture

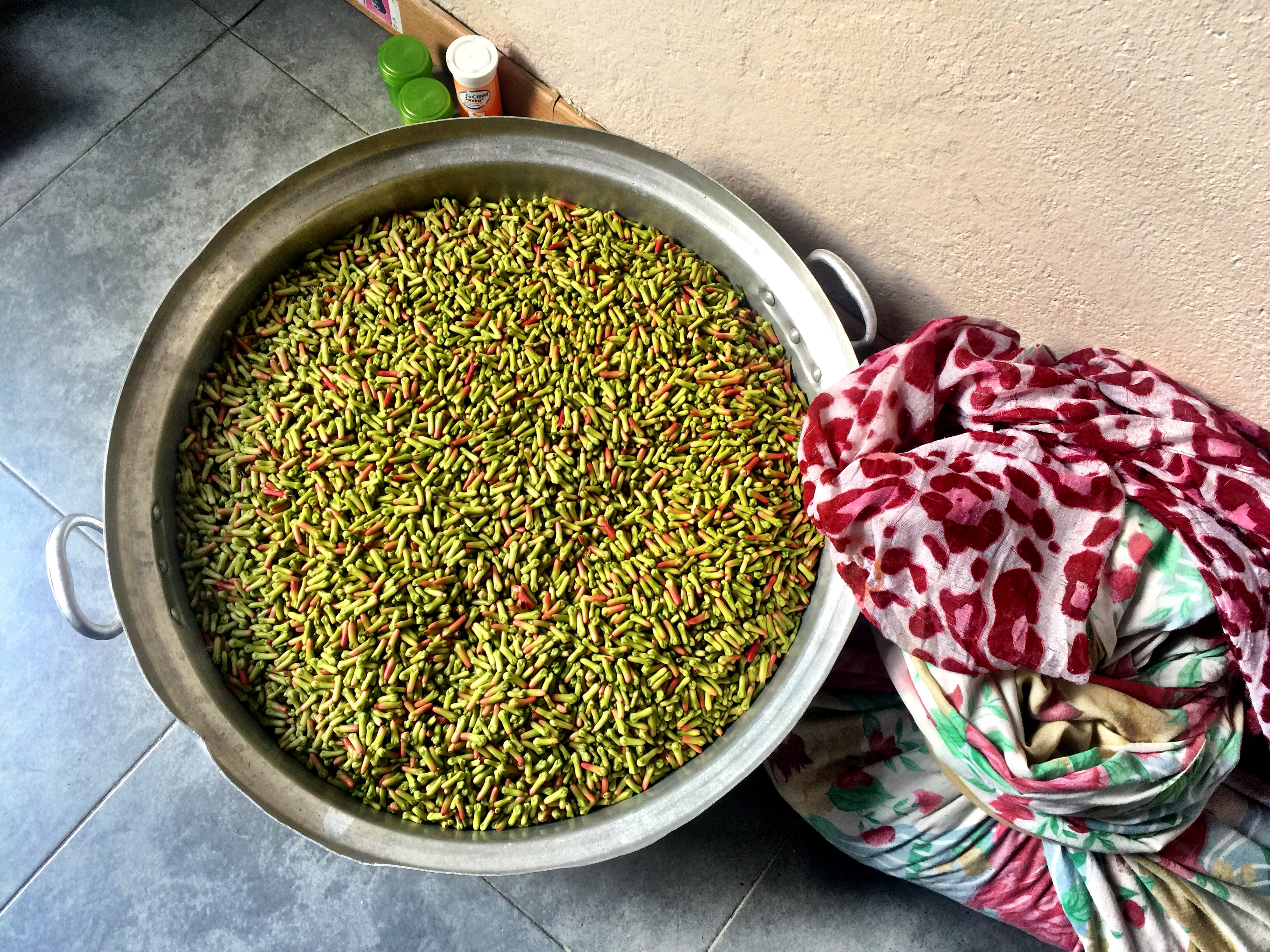
Clous de girofle avant séchage

La culture des épices tropicales (par ordre d’importance décroissante vanille, ylang ylang, girofle) sont les principales ressources exportatrices de l'Union. Ces trois produits fournissent 80 % des apports en devises. Les cours des cultures de rente sont fortement sujets aux variations climatiques, financières (le faible niveau de fonds propres des agriculteurs peut entraîner une chute de production si les cours baissent) et le potentiel d'essor de production très limité.
La culture vivrière est souvent négligée et les méthodes de productions archaïques et peu respectueuses de l'environnement. D'autre part l'agriculture sur les pentes volcaniques à fort dénivelé provoque une grande érosion des sols. Un rapport de la Banque mondiale suggère que les campagnes organisent également la pénurie alimentaire des produits locaux afin de soutenir les prix. L'Union n'est pas auto-suffisante alimentairement.
Tiré d'estimations de 1998 et d'estimations de 2006.
- Cultures vivrières (1998) : bananes, 57 000 t ; manioc, 50 000 t ; riz, 17 000 t ; maïs, 4 000 t ; oignons, letchis, mangues
- Cultures commerciales : noix de coco, 73 000 en 1998 ; clous de girofle de 600 t en 2006 à 2 900 t en 2002; vanille, 140 t en 2001 ; ylang-ylang, 40 t en 2006.
- Cheptel 2006[13] : 120 000 caprins, 50 000 bovins, 150 t de volailles, quelques ânes à Mohéli.
- Sous-produits agricoles : 1,5 M d'œufs, 2 M de litres de lait

|         | 1964 | 1974 | 1984 | 1994 | 2004 |
| ------- | ---- | ---- | ---- | ---- | ---- |
| Comores | 175  | 160  | 160  | 131  | 140  |

Le contexte international évolue également défavorablement à l'économie, en 1983, le prix moyen de l'achat de vanille au planteur est de 3 500 FC le kilo et il est de 1 850 FC en 1992. La production baisse jusqu'à la remontée des prix début 2000.

#### Lapêche

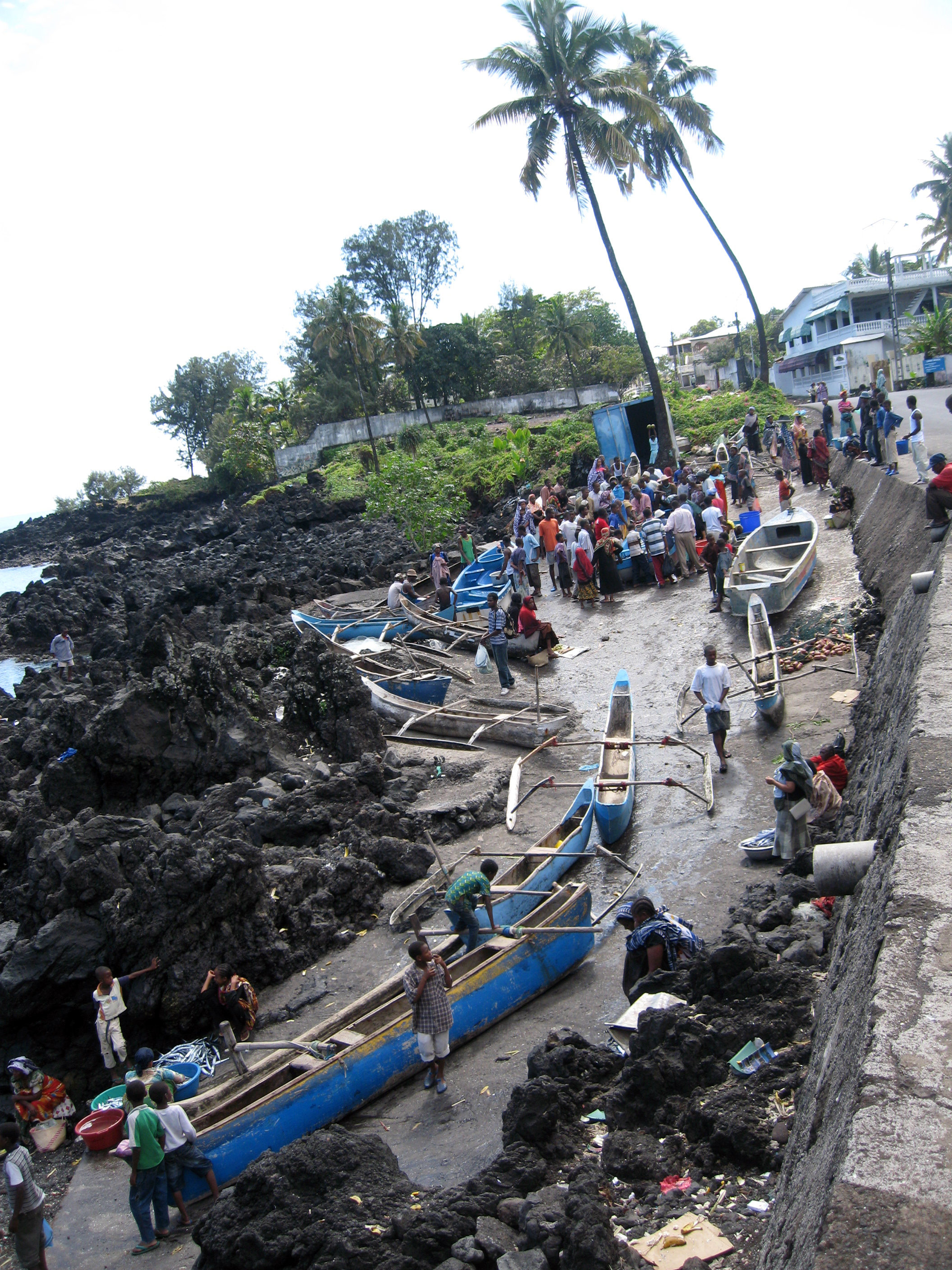
Retour de pêche à la Grande Comore

La côte représente 427 kilomètres. La pêche est artisanale et côtière. Les fonds côtiers sont fragiles et surexploités. Les techniques de pêche demeurent primitives et peu diversifiées. Les techniques les plus pratiquées sont la pêche à la ligne à main ou palangrotte, la pêche à la traîne introduite avec la motorisation et les casiers à pied. Les villages organisent leurs propres zones réservées et y réglementent les techniques de pêche, voire les interdisent comme pour la pêche de nuit et l'utilisation de filet. Il faut dire que l'usage des explosifs, bien qu'interdit a encore été utilisé récemment. Il n'existe ni chalutiers ni entrepôts frigorifiques qui pourraient permettre de pêcher dans des zones de façon industrielle. On estime le nombre d'embarcations à 4 500 dont 1 500 motorisées. Un regain d’intérêt s’est manifesté parmi les pêcheurs pour l’exploitation pélagique autour des dispositifs de concentration des poissons (DCP), développant ainsi la pêche hauturière artisanale. En 2002, la production halieutique a été estimée à 15 300 tonnes contre 14 000 en 2001 et 13 200 en 2000. Outre l'inexistence du plateau continental court (excepté pour Mohéli) où se trouve le poisson, la faiblesse des motorisations des barques (25 CV au plus) rend la pêche très difficile et peu productive durant la saison sèche.
La RFI puis l'Union ont passé des accords avec l'Union européenne pour le droit de pêche dans sa zone économique exclusive. Les quotas sont passés de 4 700 t de 6 000 t en 2006 pour 17 palangriers et 40 senneurs. Les ressources de cette zone sont également pillées par des navires hauturiers étrangers. L'armateur ne peut pêcher à l’intérieur des 10 milles marins autour de chaque île ni dans un rayon de 3 milles autour des DCP. L'État comorien a pu ainsi récupérer en 2004 plus de 200 000 € qui ont permis à 60 % de moderniser la pêche traditionnelle et à aider à la formation des pêcheurs, à 25 % d'aider les délégués de l'Union dans leur défense des intérêts comoriens dans les différentes organisations internationales liées à la pêche et d'aider pour 15 % à la recherche scientifique sur la pêche et à l'appui aux structures de surveillance des pêches.
Le banc du Geysir et les îles Glorieuses sont revendiqués par l'Union comme partie intégrante de leur zone économique exclusive.

#### Matières premières et énergies

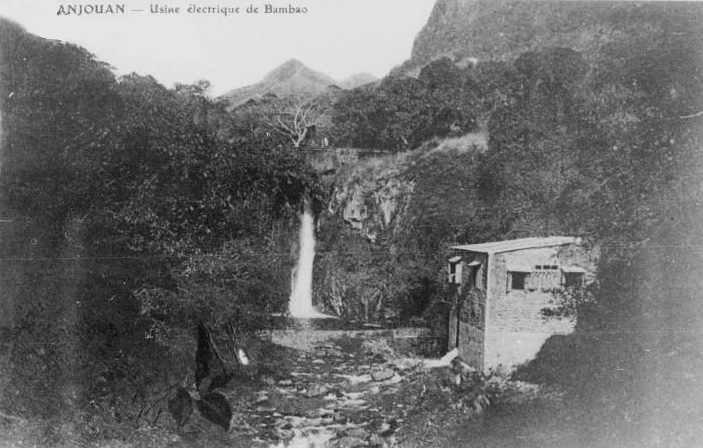
« Anjouan : usine électrique de Bambao » (début du XX)

Autant Anjouan et Mohéli possèdent des cours d'eau permanents, présentant un réel potentiel hydro-électrique avec des possibilités d'alimenter la population en eau potable, autant la Grande Comore en est dépourvue en raison de la porosité de son sol et cela, en dépit d'une pluviométrie importante. La bonne gestion de cette ressource vitale est un des défis de l'Union pour les années à venir.
Pour des raisons écologiques, l'île a arrêté d'utiliser le corail comme matière première pour la fabrication de la chaux.
Les pénuries sont chroniques, eau, électricité, essence, quelquefois même des produits alimentaires de base viennent à manquer. Les importations sont de 700 barils par jour (2003 est.) dont une bonne part est utilisée pour la production d'électricité.
Après que la société nationale EEDC eut pratiquement arrêté ses activités et fut acculée à la faillite, la Comorienne de l’Eau et l’Électricité (CEE), société filiale de Vivendi a été responsable du monopole de l'exploitation des équipements appartenant à l’État pour la production et la distribution de l’électricité et de l’eau. En juin 2003, La CEEi devient maintenant la MaMWE à capitaux égyptiens. L'électricité est produite à partir de groupe électrogène, mais il existe aussi des micro centrales hydroélectriques à Anjouan et Mohéli. Les difficultés financières de cette activité sont essentiellement dues à la difficulté de percevoir le paiement des factures.

### Secteur secondaire
La part du secondaire dans l'activité économique décroît d'une façon régulière depuis le début du siècle sans conteste. Cependant ce chiffre est difficile a estimer tant les activités de ce secteur sont informelles.

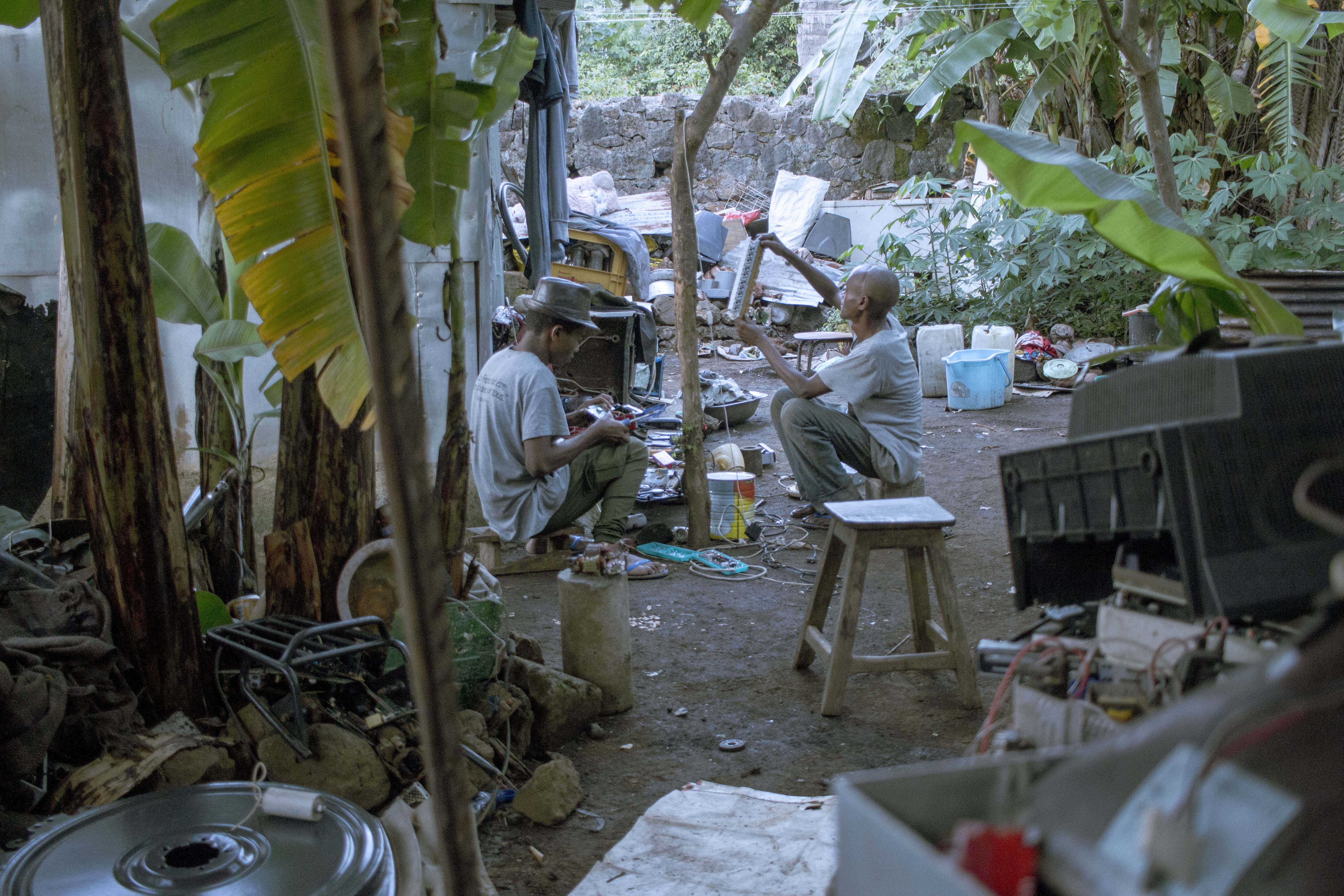
Importance du secteur informel : réparateurs de matériel électronique.

Le secteur secondaire reste négligeable, on trouve cependant :
- fabrication de bijoux (marginale)
- fabrication de soda (usine de The Coca-Cola Company)

- Transformation des produits agricoles : conditionnement de la vanille, séchage du coprah, savonneries, distillation d'huiles essentielles
- artisanat traditionnel comme la fabrique de pirogues dans des arbres
- entretien automobile, etc.
- artisanat d'art pour les quelques touristes
- Travaux publics, constructions
- concassage (pour fabriquer du sable à partir des roches volcaniques, le sable d'origine marine, de pauvre qualité pour la construction, mais gratuit est désormais interdit d'extraction pour des raisons écologiques)
- fabrication de barque en fibre de verre à Anjouan et Grande Comore
- La presse[18]: al-Watan; La Gazette des Comores; KashKazi; Le Matin des Comores; Al Fajri, L'aurore d'Anjouan; L'Archipel, L'Indépendant...
- Le bâtiment est non structuré également.

### Secteur tertiaire

#### Tourisme
Il existe plusieurs hôtels, mais le tourisme reste très limité. Il est naturellement considéré comme important, vu la faiblesse des autres ressources. Les principales faiblesses qui empêchent son développement sont :
- Le manque de stabilité politique, or entre 1997, à la suite de la sécession d'Anjouan et jusqu'aux élections de 2002, le gouvernement en place était considéré comme une dictature.
- L’absence d’investissements pour le développement de l’infrastructure nécessaire.
- L’éloignement et l’isolement géographique des Comores en font une destination relativement chère.
- L'impossibilité d'envisager un tourisme de masse qui pourrait heurter les populations locales musulmanes.

L'Union a aussi des atouts : la présence d'une flore et faune endémiques ainsi que des zones protégées en vue du développement d'un écotourisme. D'autant que la protection de l'environnement suit l'intérêt d'autres activités d’écodéveloppement.
Selon des estimations de 1998, 27 000 touristes ont visité l'île cette année, générant un apport de 26 millions de dollars de devises. En septembre 2017, les Comores rejoignent l'Organisation mondiale du tourisme.
Voir aussi
- Les sites touristiques de Grande Comore, d'Anjouan et de Mohéli.

#### Le transport
Le réseau routier est en mauvais état. Les moyens de transport réguliers par voie maritime entre les îles et vers Mayotte ont quasiment disparu en 2004 et 2005. Il existe plusieurs compagnies aériennes desservant l'Union dont une basée en Grande Comore. L'union des Comores est un pavillon de complaisance et le seul port en eau profonde se trouve à Mutsamudu sur l'île d'Anjouan.
1. Routes : 800 km (dont 673 km goudronnés) (en 1996)
2. Voies ferrées : aucune
3. Voies navigables : aucune
4. Nombre d'aéroports : 4 (dont 4 avec des pistes goudronnées, dont un inutilisé pour raisons de sécurité) (en 2006)

#### Le système bancaire
Le secteur financier des Comores est relativement petit et peu développé. Il est constitué de la banque centrale, de deux banques commerciales (dont la plus grande, à savoir la Banque pour l’industrie et le commerce des Comores, est la propriété de la BNP Paribas), d’une banque de développement, et de deux réseaux d’IMF (les Mecks et les Sanduks). En outre, il y a la Caisse nationale d’épargne, qui est affiliée à la Société nationale des postes et télécommunications (SNPT).
Depuis la création du pays il existe :
- La Banque centrale des Comores (BCC), dirigée par l'Union et la Banque de France.
- La Bic, banque ouverte au public, filiale de la BNP et à 51 % de fonds comoriens, qui longtemps, a eu le monopole du service bancaire.

Puis ont été créées
- La Banque de développement des Comores (BDC)
- La Caisse nationale d’épargne (CNE) rattachée à la Société nationale des postes et télécommunications (SNPT)

Ensuite Azali a créé :
- Des mutuelles d'épargne et de crédit populaire (Sanduk et Meck) financées par l'État et le Fonds international de développement agricole

#### Importations & exportations
Les principaux imports sont la farine (le pain est l'aliment le plus consommé aujourd'hui), riz et autres denrées alimentaires (l'alimentaire représente 18 % des imports en 2006), produits pétroliers, ciment, équipement de transport. Les importations sont soutenues par l'aide financière de la diaspora. Les taxes d'importations récoltées par la douane fournissent presque l'essentiel des recettes fiscales du pays. L'importance de cette ressource pour le gouvernement rend l'administration douanière stratégiquement cruciale, et la rend donc politiquement importante. Un soupçon de fraude important pèse sur cette administration.
Les produits destinés à l'export subissent aussi une taxe qui se montait à 2,3 milliards en 1996.

## Politique économique
La difficulté de recouvrement des recettes publiques et le manque de maîtrise de la dépense publique sont chroniques. La France est le premier client, le premier fournisseur et le principal bailleur des Comores. L'équilibre budgétaire ne peut être atteint que par l'aide des bailleurs de fonds, mais surtout par la diaspora à l'étranger. La monnaie comorienne a été indexée sur le franc français dès sa création et est aujourd'hui indexé sur l'Euro L'appartenance à la zone franc a été la principale source de stabilité de l'économie et permet à l'Union de ne pas connaître d'inflation trop rude, à comparaison des autres pays de la zone, Madagascar en tête.

### La dette
En raison des arriérés de dette vis-à-vis de plusieurs bailleurs de fonds et de la situation politique instable, notamment l'Association internationale pour le développement et du Fonds international de développement agricole, les décaissements de fonds en faveur des projets d'investissements ont été suspendus de 1999 à 2005. Cela a beaucoup affecté le niveau de vie des Comoriens.
L'union des Comores a signé un accord avec le FMI en février 2005 pour la mise en place d’un programme d'aide technique de gestion et de bénéficier d’une réduction de leur dette extérieure dans le cadre de l’Initiative pays pauvres très endettés qui perdure en 2006 devant l'échec de la maîtrise des dépenses. Les retards de salaires des fonctionnaires sont de plusieurs mois (plus d'une dizaine), c’est-à-dire que les salaires ne sont pas toujours versés.

### L'enclavement et environnement commercial
Les Comores souffrent de leur morcellement géographique et manquent d’infrastructures qui pourraient désenclaver les îles. Le seul port pouvant accueillir des navires de gros tonnage se trouve à Anjouan.
Pour résoudre leur isolement, la RFI des Comores a adhéré au Marché commun de l'Afrique orientale et australe accord qui entra en vigueur en 1982. Les échanges vers ce marché diminuent cependant et restent marginaux (autour de 4 million $). L'union des Comores, en tant que membre, a également la possibilité d’avoir accès aux crédits de la banque de la ZEP pour le financement de projets économiques ou commerciaux à vocation régionale.
L'union des Comores est aussi membre de la Commission de l'océan Indien et bénéficie à ce titre de quelques avantages économiques. L'Union n'est pas membre de l'OMC, pas même à titre d’observateur. En tant qu'un des pays les moins avancés, les Comores bénéficient d'aide.

### Aide étrangère
Elle se composent de deux types d'aide, une aide financière stricte et une assistance technique qui est concentrée sur les secteurs de la santé de l'éducation/formation et du transport. Cette aide provient de l'ONU, de pays tiers comme l'Union européenne, ou d'ONG. Cette aide se répartissait à parts égales entre ces trois pôles en 1996. Vu la faiblesse des investissements privés, l'union des Comores dépend de l'aide publique internationale dans le domaine de ses investissements. L'aide au projet d'investissement correspondant à 40 % de l'aide entre 1993 et 1996, soit environ 16 millions de dollars sur 40 millions, et employait de nombreuses personnes dont un grand nombre d'expatriés (très bien payés selon certains qui s'interrogent sur l'intérêt de verser des fonds qui ne resteront pas aux Comores).
Dans le passé, les aides massives n'ont pas été utilisées à bon escient et n'ont pas contribué au développement économique du pays. Lors de la Conférence des bailleurs de fonds de Maurice en décembre 2005, qui était prévue dans l’accord de réconciliation nationale de Fomboni, les Comores ont recueilli des engagements des bailleurs de l’ordre de 158M$ pour la réalisation d’un plan de financement sur quatre ans (2006-2009). La France s’est engagée à augmenter son aide au développement de 60 % pour un total de 65 M€ sur les prochaines années. Cette aide se concentrera sur les secteurs de l’agriculture, de la santé et le soutien à l’initiative privée.
Le gouvernement du président Ahmed Abdallah Sambi a sollicité le soutien d’anciens partenaires des Comores (Koweït, Libye, Émirats arabes unis), mais aussi de l’Iran, où il a été étudiant. L’Iran s’engage à apporter une aide dans différents secteurs (agriculture, santé, pêche).

### Les investissements privés
Les investissements privés industriels sont quasiment nuls. Le tourisme bénéficie quant à lui d'un réel investissement. Quant au commerce, il s'agit surtout d'un commerce d'importation, les entreprises exportatrices de vanille d'ylang-ylang ou de girofle étant concentrées dans quelques mains.

### Le secteur public
- Comores Telecom : Société Nationale de Télécommunications
- Aimpsi : Aéroport international Moroni Prince Saïd Ibrahim
- Infrastructures cables : Comores Cables SA
- Banque de Développement des Comores (BDC)
- Com'air : Compagnie aérienne de manutention aéroportuaire
- SONELEC : Société Nationale d'Electricité
- SONEDE : Société nationale chargée de l'Exploitation et la Distribution des Eaux
- Onicor : Office National d’importation et de commercialisation du riz
- Comor Hydrocarbures : Société Nationale des Hydrocarbures
- Produits de rente : Office Comorien des Produits de Rentes

### Le secteur semi-public
- Banque centrale des Comores (BCC)
- Banque pour l’Industrie et le Commerce Comores (BIC)
- Comorienne de l’eau et de l’électricité

## Les perspectives
Les Comores font face à un problème réel de surpeuplement (450 hab/km² à Anjouan) qui accroît la demande de services sociaux et d'emplois et fait peser sur un écosystème déjà fragile, une pression croissante. La croissance démographique importante. On estime que la population des Comores sera de 2,3 millions dans 50 ans.
Le manque de ressources et la pression importante sur l'environnement (déboisement, glissement de terrain, lessivage et épuisement des sols) ne rendent guère optimiste. La déforestation atteint 4,3 % par an soit le 2éme taux le plus élevé au monde. Cependant les leçons du passé (disparition des plages et des mangroves, destruction du corail donc la perte de ressources halieutiques, etc.) et l'espoir de voir se développer un tourisme vert pousse les responsables locaux à prendre des mesures. La forêt sur l'île d'Anjouan est la proie de nombreuses opérations de déforestations, mettant en péril la faune endémique.
Seule la pêche bénéficie d'un potentiel important de développement, cependant cela passe par une augmentation de la production et un dérèglement du marché à certaines époques de l'année. Les enjeux majeurs pour l'union des Comores dans les prochaines années sont donc, d'une part, la responsabilité des acteurs du secteur sur le potentiel des ressources et d'autre part la professionnalisation et la formation afin de sortir du stade artisanal. Ceci permettra d'envisager un meilleur système de commercialisation et le développement d’une petite transformation (aujourd'hui complètement absente). L’offre et la demande devraient ainsi être régulées ce qui permettra aux plus pauvres de continuer à avoir accès à ces aliments.

### Sources
- A la recherche des unités économiques : trois approches : Comores, Congo, Tahiti de l'Institut de recherche pour le développement
- (en) Country Report No 01/136 Recent Economic Developments du Fonds monétaire international en 2001.
- (en) country Report No 01/135 Staff Report for the 2001 Article IV Consultation and Discussions on a Staff-Monitored Program du Fonds monétaire international en 2001.
- statistique agricole du Programme régional de protection des végétaux de l'océan Indien
- « Évolution de la situation économique, financière et monétaire des Comores au cours de l’année 2004 », Banque centrale des Comores, document de 2005
- « COMORES », Banque de France, document de 2005